# Aphelodoris
Aphelodoris Bergh, 1879 è un genere di molluschi nudibranchi della famiglia Dorididae.

## Tassonomia
Comprende le seguenti specie:
- Aphelodoris antillensis Bergh, 1879 - specie tipo
- Aphelodoris berghi Odhner, 1924
- Aphelodoris brunnea Bergh, 1907
- Aphelodoris gigas N.G. Wilson, 2003
- Aphelodoris greeni Burn, 1966
- Aphelodoris karpa N.G. Wilson, 2003
- Aphelodoris lawsae Burn, 1966
- Aphelodoris luctuosa (Cheeseman, 1882)
- Aphelodoris rossquicki Burn, 1966
- Aphelodoris varia (Abraham, 1877)